# Monte Utatsu
El monte Utatsu (卯辰山 Utatsu-yama?) es una montaña en Kanazawa, Ishikawa, Japón. También es conocido por otros nombres, incluyendo monte Mukai (向山 Mukai-yama?), monte Mukō (夢香山 Mukō-yama?), monte Garyū (臥竜山 Garyū-zan?), and monte Kasuga (春日山 Kasuga-yama?). Es visible al este del Castillo Kanazawa y el santuario de Tokoyuni se encuentra en sus laderas.
La cumbre del monte Utatsu es usada como un punto de triangulación secundario (llamado «Kanazawa») por la Autoridad de Información Geoespacial de Japón.

## Historia
Durante la era Bunsei, Aoki Mokubei estableció el horno Kasuga, el cual revitalizó la producción de cerámica de la zona.
Debido a que el monte Utatsu da vistas al Castillo Kanazawa, los ciudadanos tenían prohibido subirse al mismo durante el período Edo. Esto llevó a la Insurrección Lacrimosa de Ansei en julio de 1858, un motín de más de 2000 campesinos en el que los siete cabecillas fueron ejecutados.
En 1947, un monumento honrando al escritor Sushei Tokuda fue erigido cerca de la cima del monte Utatsu. Se presentaron escritos redactados por el poeta Murō Saisei y fue diseñado por el arquitecto Yoshirō Taniguchi.
En 1958, un zoo y un acuario fueron inaugurados como parte de las instalaciones recreativas conectadas al Centro de Salud de Kanazawa, pero fueron cerrados en 1993.
El Cuadrilátero de Sumo Prefectural de Utatsuyama fue inaugurado en la montaña en 1960 como una instalación para institutos y la Universidad de Kanazawa.
- Datos: Q6924291
- Multimedia: Mount Utatsu / Q6924291